# Helmut Weihsmann
Helmut Weihsmann (* 1950 in Wien) ist ein österreichischer Architekturhistoriker und Wissenschaftspublizist.

## Leben
Helmut Weihsmann arbeitete ab 1988 als Lehrbeauftragter an verschiedenen Universitäten und Kunsthochschulen, wie der Akademie der bildenden Künste Wien, der Yale University in New Haven (Connecticut) und der Rhode Island School of Design.

## Schriften
- Street art USA. Ars-Nova-Medienverlag, Wien 1980, ISBN 978-3-900347-01-7. (Text deutsch und englisch)
- Straßenkunst Europa. Ars-Nova-Medienverlag, Wien 1980, ISBN 978-3-900347-02-4. (Text deutsch und englisch)
- Mexikanischer Realismus an Wänden. Wien 1980.
- Öko- und Solararchitektur. Ars-Nova-Medienverlag, Wien 1980, ISBN 978-3-900347-10-9.
- Protestbilder in Sardinien. Ars Nova Media, Wien 1981, ISBN 978-3-900347-08-6. (Text deutsch und englisch)
- Utopische Architektur. (Katalog) Ars-Nova-Medienverlag, Wien 1982, ISBN 3-900347-14-X (falsch).
- Farbige Fassaden. Ars-Nova-Medienverlag, Wien 1982, ISBN 978-3-900347-11-6.
- Architektur aus Spiel und Lust. Ars-Nova-Medienverlag, Wien 1982, ISBN 978-3-900347-13-0.
- Kuriose Architektur. Zur visuellen Gestaltung der Pop-Architektur. Ars-Nova-Medienverlag, Wien 1982, ISBN 978-3-900347-04-8.
- Jugendstilbauten in Wien. Ars Nova Media, Wien 1983, ISBN 978-3-900347-05-5. (Text deutsch und englisch)
- Wohnen – gestern, heute und morgen. Kleine Bildgeschichte des Wohnens. Ars-Nova-Medienverlag, Wien 1983, ISBN 978-3-900347-16-1.
- Wiener Moderne 1910–1938. Modernes Bauen in Wien zwischen den Kriegen. Ars-Nova-Medienverlag, Wien 1983, ISBN 978-3-900347-17-8.
- (mit Horst Schmidt-Brümmer): Monster am Highway. Die Architektur der Zeichen. Fricke Verlag, Frankfurt am Main 1983, ISBN 978-3-88184-056-9.
- (mit Karl Pleyl): Massenkunst nach Diktaturen. Iberische und portugiesische Wandmalerei. Ars-Nova-Medienverlag, Wien 1983, ISBN 978-3-900347-15-4.
- Jugendstilbauten in Wien. 2., überarbeitete Auflage, Ars Nova Media, Wien 1983, ISBN 978-3-900347-05-5.
- Eisenarchitektur. Struktur und Dekoration. Farbdias und Sachinformationen. Ars Nova Medienverlag, Wien 1984, ISBN 978-3-900347-24-6.
- Politische Plakatkunst der Gegenwart. Ars Nova Medienverlag, Wien 1985.
- Das rote Wien. Sozialdemokratische Architektur und Kommunalpolitik 1919–1934. Promedia Verlag, Wien 1985, ISBN 978-3-900478-07-0. / 2., vollkommen überarbeitete Auflage, Promedia Verlag, Wien 2002, ISBN 978-3-85371-181-1.
- (mit Ulrike Risak): Holländische Architektur. Ars Nova Media, Wien 1986.
- Gebaute Illusionen. Architektur im Film. Promedia Verlag, Wien 1988, ISBN 978-3-900478-21-6.
- Cinetecture. Film, Architektur, Moderne. (mit einem Essay von Vrääth Öhner und Marc Ries) PVS-Verleger, Wien 1995, ISBN 978-3-901196-17-1.
- Bauen unterm Hakenkreuz. Architektur des Untergangs. Promedia Verlag, Wien 1998, ISBN 978-3-85371-113-2.
- (mit Johanna Nemeth und Manfred Nisslmüller): Stadt, Straße, Zeichen. Österreichischer Kultur-Service, Wien 1998.
- In Wien erbaut. Lexikon der Wiener Architekten des 20. Jahrhunderts. (unter Mitarbeit von Erhard Waldner) Promedia Verlag, Wien 2005, ISBN 3-85371-234-7.

| Personendaten    | Personendaten                                                     |
| ---------------- | ----------------------------------------------------------------- |
| NAME             | Weihsmann, Helmut                                                 |
| KURZBESCHREIBUNG | österreichischer Architekturhistoriker und Wissenschaftspublizist |
| GEBURTSDATUM     | 1950                                                              |
| GEBURTSORT       | Wien                                                              |